# Taifa de Niebla
La Taifa de Niebla fue un reino independiente musulmán que existió en el suroeste de la península ibérica durante tres momentos diferenciados: de 1023 a 1053, de 1145 a 1150 y de 1234 a 1262. Surgió a raíz de la desintegración del Califato de Córdoba. Tenía su centro neurálgico en Niebla, una ciudad situada en una posición estratégica y que contaba con un importante recinto amurallado.

## Primera taifa
La primera Taifa de Niebla fue un reino independiente musulmán que surgió en al-Ándalus en 1023, a raíz de la desintegración que el Califato de Córdoba venía sufriendo desde 1009.
La familia andalusí de los Banu Yahsub, encabezada por Abu-l-Abbas Ahmad ben Yahya al Yuhsubi proclamó la independencia de la cora de Labla y fundó la taifa de Niebla. Se trató de una taifa menor que al igual que las de Algarve, Algeciras, Arcos, Carmona,  Huelva, Mértola, Morón, Ronda y Silves, terminó siendo conquistada e integrada en la gran taifa de Sevilla. Desapareció en 1053, perteneciendo cronológicamente al período de los primeros reinos de taifas.

## Segunda taifa
Posteriormente, durante el período de los segundos reinos de Taifas surgió una nueva Taifa de Niebla de breve existencia, entre 1145 y 1150, cuando fue conquistada por los almohades.

## Tercera taifa
Durante los terceros reinos de Taifas, tras el dominio almohade, volvió a formarse un reino en Niebla bajo Ibn Mahfut, que extendió sus dominios a gran parte del Algarve portugués y de la actual provincia de Huelva. En ese momento la taifa de Niebla abarcaba tierras que iban desde desde el cabo de San Vicente hasta la desembocadura del Guadalquivir, y desde Sierra Morena hasta el mar, incluyendo poblaciones como Moguer, Huelva y Gibraleón. Aunque Ibn Mahfut era vasallo de Alfonso X desde 1253, este conquistó el reino en febrero de 1262. Con el consentimiento de Alfonso X, Ibn Mahfut se refugió en Sevilla, donde vivió hasta su muerte.

## Lista de Emires

### Dinastía Yahsubí
- Abu ul-Abbás Áhmad: 1023/4-1041/2
- Muhámmad al-Yahsubi Izz ad-Dawla: 1041/2-1051/2
- Abu Nasr Fath: 1051/2-1053/4

### Dinastía Bitruyí
- Yúsuf al-Bitruyi (en Tejada 1146-1150): 1145-11?? m. 1150
- al-Wahbi: 11??-1150

### Dinastía Mahfuzí
- Ibn Mahfúz: 1234-1262